# میچیکو نیا
میچیکو نِیا (انگلیسی: Michiko Neya; ۴ اکتبر ۱۹۶۵ – ) صداپیشه اهل ژاپن است. وی از سال ۱۹۸۸ میلادی تاکنون مشغول فعالیت بوده‌است.